# 51 до н. е.

## Події
- Сервій Сульпіцій Руф і Марк Клавдій Марцелл — консули Римської республіки.

## Народились
- Лю Ао — 12-й імператор династії Хань у 33—7 роках до н. е. (храмове ім'я Чен-ді).

## Померли
- Посідоній — давньогрецький філософ.
- Птолемей XII — правитель Єгипту з династії Птолемеїв у 80—51 роках до н. е.
- Юлія Цезаріс Молодша — молодша з двох старших сестер Юлія Цезаря, дружина Марка Атія Бальба, баба імператора Октавіана по жіночій лінії.